# Colatina
Colatina est une ville brésilienne de l'État de l'Espírito Santo, située au centre-ouest de l'État, sur les rives du rio Doce.
Sa population est estimée à 126 646 habitants en 2014. La municipalité s'étend sur 1 423 km2.

## Maires
| Période | Période | Identité           | Étiquette | Qualité |
| ------- | ------- | ------------------ | --------- | ------- |
| 2009    | 2012    | Leonardo Deptulski | PT        |         |